# Wes Welker
Wesley Carter „Wes“ Welker (* 1. Mai 1981 in Oklahoma City, Oklahoma) ist ein ehemaliger US-amerikanischer American-Football-Spieler auf der Position des Wide Receivers und des Kick Returners. Er spielte unter anderem bei den New England Patriots, Denver Broncos und St. Louis Rams in der National Football League (NFL) und ist aktuell ein Wide Receiver Coach bei den San Francisco 49ers.

## Karriere
Welker besuchte die Texas Tech University und konnte den Rekord für die meisten Punt-Return-Touchdowns in der Karriere mit acht Stück brechen. Trotzdem wurde er bei der NFL Draft nicht ausgewählt und unterschrieb als Free Agent einen Vertrag mit den San Diego Chargers. Von ihnen wurde er direkt nach der ersten Woche aus der Mannschaft genommen und ging zu den Miami Dolphins, wo er hauptsächlich im Special Team spielte. Am 10. November 2004 konnte er als erster Spieler in der Geschichte des American Footballs ein Tackle erzielen, einen Kickoff und einen Punt returnen, ein Field Goal und einen Point after Touchdown (PAT) schießen. Trotzdem war Welker nur ein Rollenspieler (nur ein Spiel bestritt er von Anfang an) und meinte später dazu: „Ich kam in Miami meist nur im 3. Down zum Zuge.“
Nach zwei eher unspektakulären Jahren wechselte Welker 2007 zu den New England Patriots um Head Coach Bill Belichick. An der Seite von Quarterback Tom Brady und Wide Receiver Randy Moss wurde Welker schlagartig zu einem Star: er fing 112 Pässe, was ein Teamrekord war, sowie acht Touchdowns – sieben mehr, als er bisher in seiner ganzen Karriere erzielen konnte. Die Patriots legten eine perfekte Regular Season hin, verloren jedoch überraschend den Super Bowl XLII mit 14:17 gegen die New York Giants. Welker war einer der wenigen Patriots, die Normalform erreichten, und stellte mit elf gefangenen Pässen einen Super-Bowl-Rekord auf.
2008 fing für New England mit einem Schock an, als sich Brady schwer am Fuß verletzte und durch Matt Cassel als Starting-Quarterback ersetzt wurde. Trotzdem etablierte sich Welker mit 111 gefangenen Würfen (drei Touchdowns) als beständiger Wide Receiver. Die Patriots verpassten trotz elf Siegen die Play-offs, Welker wurde aber zum ersten Mal in den Pro Bowl gewählt. 2009 schaffte es Welker mit 123 gefangenen Pässen (vier Touchdowns) wieder in den Pro Bowl, doch dann riss er sich das Kreuzband und fiel für die Play-offs aus, in denen New England gegen die Baltimore Ravens ausschied. 2010 stieg er verletzungsbedingt erst zur Mitte der Saison ein: an der Seite der jungen Tight Ends Rob Gronkowski und Aaron Hernandez, die den aus Disziplinargründen entlassenen Moss ersetzten, schaffte Welker 86 gefangene Pässe (neun Touchdowns), schied aber mit den neu formierten Patriots gegen die New York Jets aus. 2011 spielte Welker seine statistisch beste Saison (122 gefangene Würfe, neun Touchdowns), in denen er gegen die Miami Dolphins einen 99-Yards-Touchdown erzielte. Mit New England schaffte es Welker in den Super Bowl XLVI gegen die New York Giants. Bei der 17:21-Niederlage ließ er beim Stand von 17:15 im vierten Viertel einen Pass fallen, der New England zumindest in Field-Goal-Nähe gebracht hätte.
2013 wechselte Welker zu den Denver Broncos, nachdem sich Verhandlungen mit New England über eine Vertragsverlängerung zerschlugen. Bei den Broncos war er Teil jener historischen Offensive, die unter der Führung von Quarterback Peyton Manning unter anderem die NFL-Rekorde für Touchdowns (76) sowie Punkte erzielt (606) brach. Denver schaffte es in den Super Bowl XLVIII, die von den Seattle Seahawks mit 43:8 gewonnen wurde. Welker fing eine Two-Point Conversion zum zwischenzeitlichen 36:8.
In der Saison 2014 wurde Welker noch vor dem ersten Spieltag von der NFL wegen der unerlaubten Einnahme von leistungssteigernden Substanzen für vier Spiele gesperrt. Nachdem er leistungsmäßig einbrach und Teamkollegen wie Champ Bailey sich besorgt zeigten, dass er nach multiplen Gehirnerschütterungen bleibende Hirnschäden davon tragen könnte, wurde sein Vertrag nicht mehr verlängert.
Nachdem er zu Beginn der Saison 2015 keinen neuen Verein gefunden hatte, wurde er am 10. November 2015 von den St. Louis Rams bis Saisonende unter Vertrag genommen.
Aktuell ist er als Wide Receivers Coach bei den San Francisco 49ers angestellt.

## Spielweise
Welker ist statistisch einer der beständigsten Wide Receiver in der NFL: er ist der einzige Wide Receiver, der drei Saisons mit mindestens 110 gefangenen Pässen aufweist, und nur Marvin Harrison und Jerry Rice haben wie er vier Saisons mit mindestens 100 gefangenen Pässen erzielt. Welker gilt als prototypischer „Slot Receiver“, einem kleinen, wendigen Fänger, der kurze Pässe im engen „Spalt“ zwischen der Offensive Line und einem anderen Wide Receiver abnehmen kann. Gelobt werden seine Kombination aus „Spielintelligenz, Leichtfüßigkeit, Fangsicherheit und Furchtlosigkeit“. Vor Welker wurden Slot Receiver eher als Notlösung im 3. Down genutzt, doch er und Victor Cruz (New York Giants) trugen dazu bei, dass immer mehr Clubs Slot Receiver bei jedem Down einsetzen.

## Privatleben
Welker ist seit 2012 mit seiner Frau Anna verheiratet, einem ehemaligen Model.